# Christoffel I van Denemarken
Christoffel I (1219 - 29 mei 1259), was koning van Denemarken van 1252 tot 1259. Hij was de jongste zoon van koning Waldemar II van Denemarken en Berengaria van Portugal, de dochter van Sancho I van Portugal. Zijn broers waren koning Erik IV van Denemarken en zijn voorganger Abel.
Hij was gehuwd met Margaret Sambiria van Pommerellen.
Kinderen:
- Mathilde († 1311), in 1268 gehuwd met markgraaf Albrecht III van Brandenburg
- Margaretha († 1306), gehuwd met graaf Johan II van Holstein-Kiel († 1320/1322)
- Erik (V) Klipping (1249-1286)

De koning vocht het grootste gedeelte van zijn regeringsperiode tegen zijn opponenten. Door de zonen van Abel als regeerders over Zuid-Jutland te accepteren voorkwam hij dat zij aanspraak op de Deense troon zouden maken, maar hij moest ook accepteren dat Zuid-Jutland nu min of meer onafhankelijk van Denemarken was. Christoffel verzoende zich met de koningen van Noorwegen en Zweden die zeer verbolgen waren over Abels aanvallen in hun landen. Ook was hij genoodzaakt om de meeste van de politieke eisen van de Deense aristocratie in te willigen. Het Danehof (het Deense middeleeuwse parlement -van 1250 tot 1413-) kon tijdens zijn regering tot wasdom komen.
Toen Christoffel probeerde om zijn broer Erik IV heilig verklaard te laten worden, werd hij geëxcommuniceerd door de katholieke kerk. Erik IV werd vermoedelijk vermoord door zijn broer koning Abel in 1250. Christoffels mannen arresteerden en vernederden de trotse en zelfgenoegzame aartsbisschop Jacob Erlandsen, nadat deze had geweigerd om Christoffels zoon Erik als zijn rechtmatige opvolger te erkennen. Maar de excommunicatie had weinig tot geen effect en Christoffel zou dan ook na zijn dood op 29 mei 1259 door de bisschop van Ribe in gewijde aarde begraven worden.
Sommigen beweren dat, nadat de koning onverwachts was overleden nadat hij kort daarvoor nog de heilige communie onder twee gedaanten had ontvangen, was vergiftigd door de wijn, maar hiervoor is nooit bewijs boven tafel gekomen. Christoffels verwanten gingen hem hierna Krist-Offer (Christus´ Offer) noemen.

## Voorouders
| Voorouders van Christoffel I van Denemarken (1119-1159) | Voorouders van Christoffel I van Denemarken (1119-1159)                           | Voorouders van Christoffel I van Denemarken (1119-1159)                           | Voorouders van Christoffel I van Denemarken (1119-1159)                           | Voorouders van Christoffel I van Denemarken (1119-1159)                           | Voorouders van Christoffel I van Denemarken (1119-1159)                           | Voorouders van Christoffel I van Denemarken (1119-1159)                           | Voorouders van Christoffel I van Denemarken (1119-1159)                               | Voorouders van Christoffel I van Denemarken (1119-1159)                               |
| ------------------------------------------------------- | --------------------------------------------------------------------------------- | --------------------------------------------------------------------------------- | --------------------------------------------------------------------------------- | --------------------------------------------------------------------------------- | --------------------------------------------------------------------------------- | --------------------------------------------------------------------------------- | ------------------------------------------------------------------------------------- | ------------------------------------------------------------------------------------- |
| Overgrootouders                                         | Knoet Lavard (1096-1131) ∞ 1093 Ingeborg van Kiev (-1131)                         | Knoet Lavard (1096-1131) ∞ 1093 Ingeborg van Kiev (-1131)                         | Volodar Gļebovič (1115-na 1186) ∞ Rikissa van Polen (1116-1156)                   | Volodar Gļebovič (1115-na 1186) ∞ Rikissa van Polen (1116-1156)                   | Alfons I van Portugal (1110–1185) ∞ 1146 Mathilde van Savoye (1121-1158)          | Alfons I van Portugal (1110–1185) ∞ 1146 Mathilde van Savoye (1121-1158)          | Ramon Berenguer IV van Barcelona (1113-1162) ∞ 1150 Petronella van Aragón (1135–1174) | Ramon Berenguer IV van Barcelona (1113-1162) ∞ 1150 Petronella van Aragón (1135–1174) |
| Grootouders                                             | Waldemar I van Denemarken (1131–1182) ∞ Sophia van Minsk (1141-1198)              | Waldemar I van Denemarken (1131–1182) ∞ Sophia van Minsk (1141-1198)              | Waldemar I van Denemarken (1131–1182) ∞ Sophia van Minsk (1141-1198)              | Waldemar I van Denemarken (1131–1182) ∞ Sophia van Minsk (1141-1198)              | Sancho I van Portugal (1154-1212) ∞ 1175 Dulce van Barcelona (1160-1198)          | Sancho I van Portugal (1154-1212) ∞ 1175 Dulce van Barcelona (1160-1198)          | Sancho I van Portugal (1154-1212) ∞ 1175 Dulce van Barcelona (1160-1198)              | Sancho I van Portugal (1154-1212) ∞ 1175 Dulce van Barcelona (1160-1198)              |
| Ouders                                                  | Waldemar II van Denemarken (1170-1241) ∞ 1175 Berengaria van Portugal (1198-1221) | Waldemar II van Denemarken (1170-1241) ∞ 1175 Berengaria van Portugal (1198-1221) | Waldemar II van Denemarken (1170-1241) ∞ 1175 Berengaria van Portugal (1198-1221) | Waldemar II van Denemarken (1170-1241) ∞ 1175 Berengaria van Portugal (1198-1221) | Waldemar II van Denemarken (1170-1241) ∞ 1175 Berengaria van Portugal (1198-1221) | Waldemar II van Denemarken (1170-1241) ∞ 1175 Berengaria van Portugal (1198-1221) | Waldemar II van Denemarken (1170-1241) ∞ 1175 Berengaria van Portugal (1198-1221)     | Waldemar II van Denemarken (1170-1241) ∞ 1175 Berengaria van Portugal (1198-1221)     |

Gorm · Harald I · Sven I · Harald II · Knoet II · Knoet III · Magnus I · Sven II · Harald III · Knoet IV · Olaf I · Erik I · Niels · Erik II · Erik III · Sven III · Knoet V · Waldemar I · Knoet VI · Waldemar II · Erik IV · Abel · Christoffel I · Erik V · Erik VI · Christoffel II · Waldemar III · Christoffel II · Waldemar IV · Olaf II · Margaretha I · Erik VII · Christoffel III · Christiaan I · Johan · Christiaan II · Frederik I · Christiaan III · Frederik II · Christiaan IV · Frederik III · Christiaan V · Frederik IV · Christiaan VI · Frederik V · Christiaan VII · Frederik VI · Christiaan VIII · Frederik VII · Christiaan IX · Frederik VIII · Christiaan X · Frederik IX · Margrethe II · Frederik X
- Gemeinsame Normdatei: 136913040
- Virtual International Authority File: 81178351